# Świetlikopodobne
Świetlikopodobne (Scopelomorpha) – nadrząd morskich ryb promieniopłetwych z infragromady doskonałokostnych (Teleostei), obejmujący jeden rząd:
- Myctophiformes – świetlikokształtne

Świetlikopodobne zasiedlają pelagialne i bentopelagialne wody oceaniczne całego świata. Mają największy zasięg występowania wśród wszystkich ryb otwartego oceanu. Są też wśród nich najliczniejsze i najbardziej zróżnicowane. Większość gatunków żyje w morskich głębinach, lecz nocą podpływają na żer w wodach przypowierzchniowych wykonując wędrówki pionowe rzędu kilkuset metrów. W zapisie kopalnym są znane z kredy, najstarsze – z Europy i Libanu.
Ich ciało jest silnie bocznie spłaszczone, okryte fotoforami rozmieszczonymi według wzoru unikalnego dla każdego gatunku. Otwór gębowy zwykle duży, w położeniu końcowym. Występuje płetwa tłuszczowa. Od skrzelokształtnych (Aulopiformes) różnią się obecnością górnych kości gardzielowych i mięśni retractor dorsalis, występujących u typowych przedstawicieli pseudokolcopłetwych (Paracanthopterygii).